# Koło Przyjaciół Niepodległości Polski
Koło Przyjaciół Niepodległości Polski (ros. кружок друзей независимости Польши) – koło zawiązane w Petersburgu w 1916 roku pod prezesurą Władmira Kuźmina-Karawajewa. 
Członkami jego byli m.in. Aleksander Kiereński, a spośród Polaków m.in.: Aleksander Babiański, Jan Niecisław Baudouin de Courtenay, Aleksander Lednicki, Aleksander Więckowski.